# Machadobelba serrata
Machadobelba serrata är en kvalsterart som beskrevs av Hammer 1979. Machadobelba serrata ingår i släktet Machadobelba och familjen Machadobelbidae. Inga underarter finns listade i Catalogue of Life.